# コンラト1世 (オレシニツァ公)
コンラト1世（Konrad I oleśnicki, 1294年頃 - 1366年12月22日）は、ジャガン、シチナヴァその他の公（在位：1309年 - 1312年、兄弟と共同統治）、オレシニツァ＝ナムィスウフ＝グニェズノ＝カリシュ公（在位：1312年 - 1313年、兄弟と共同統治）、単独のカリシュ公（在位：1313 - 1314年）、単独のナムィスウフ公（在位：1313年 - 1366年）、オレシニツァ公（在位：1321年 - 1366年）。グウォグフ公ヘンリク3世の次男で、母はブラウンシュヴァイク＝リューネブルク公アルブレヒト1世の娘メヒティルド。

## 生涯
父が1309年に急死すると、コンラト1世は兄弟たちとともに共同統治者として公国を相続した。しかしコンラトは未成年であり、母と兄ヘンリク4世が1312年まで後見人を務めた。1310年3月3日、未成年であったが、コンラトは兄ヘンリク、弟ボレスワフとともにベルリンでの会合に出席した。この会合において、グウォグフ公爵兄弟はポモジェのグダニスク一帯を、金銭的補償と引き換えにブランデンブルク辺境伯に明け渡すことに同意した。さらに外戚アスカーニエン家との友好関係を保つため、兄弟はクロスノ・オジャンスキェとジャガンを差しだすことも約束した（しかし1319年には奪回を試みる）。
1312年2月29日、公国の公的な分割が行われた。コンラトとすぐ次弟ボレスワフは共同統治者としてグウォグフ公国の東半（オレシニツァ、ナムィスウフ、クルチュボルク）、およびカリシュ、グニェズノ一帯を獲得した。ヘンリク4世と、下の弟たちヤンおよびプシェムコ2世は、シチナヴァ、ジャガン、ヴィエルコポルスカの大部分を保持した。兄弟の母メヒティルドは、寡婦領として首都グウォグフを領有した。その1年後の1313年、コンラト1世とボレスワフは自分たちの公国をさらに分割することを決め、コンラトはカリシュ、ナムィスウフの公となった。
ヘンリク3世の5人の息子たちはひどく不安定な立場におかれていた。1313年、コンラト1世は地元貴族の反乱により、カリシュを喪失した。同年、レグニツァの諸公がコンラトの領国からウラスを奪った。翌1314年、ヘンリク3世の息子たちによる領土分割に反対した地元貴族たちの支持を受け、ヴワディスワフ1世短躯公がヴィエルコポルスカのほぼ全域を獲得した。
1321年、次弟ボレスワフが子供のないまま死ぬと、コンラト1世がオレシニツァを相続した。ヴワディスワフ1世とレグニツァ公ボレスワフ3世は1321年から1323年にかけて、コンラトからオレシニツァ公国を奪取するための遠征を行った。コンラトはヴロツワフ公ヘンリク6世（レグニツァ公の弟）の娘エルジュビェタと結婚してヴロツワフ公国と対峙するのを避け、敵側に対抗した。ヴワディスワフ1世、ボレスワフ3世との和平協定は1323年8月10日にクラクフで結ばれた。コンラト1世はヴォウフ、ルビョンシュ、スモゴジュフを保持したが、ボレスワフ3世にナムィスウフを奪われた。1328年、コンラト1世はボヘミア王ヨハン・フォン・ルクセンブルクに臣従の礼をとった。
1343年、ポーランド王カジミェシュ3世がオレシニツァ公コンラト1世、シチナヴァ公ヤン、ジャガン公ヘンリク5世らのグウォグフ諸公に対する遠征を開始した。コンラト世はオレシニツァの防壁を利用してポーランド国王軍を敗北に追い込み、カジミェシュ3世との和平にこぎ着けた。1345年、コンラトは甥のヘンリク5世と共同してポーランドからフショヴァを奪回しようと試みたが失敗した。
1355年、コンラト1世はコジュレ公国を獲得した。1357年12月8日には、チェシン公カジミェシュ1世との間でビトム公国を分割した。翌1358年、ヴロツワフ司教からミリチュを購入した。1361年にシチナヴァ公ヤンが子供を残さず死ぬと、コンラト1世と甥ヘンリク5世はその遺領の相続をめぐって対立した。両者の争いは1365年、ブジェク公ルドヴィク1世の調停によって解決した。
コンラト1世は1366年12月22日に亡くなり、トシェブニツァの修道院内にある聖ヤドヴィガ礼拝堂に埋葬された。

## 子女
1322年1月10日、コンラト1世はヴロツワフ公ヘンリク6世の娘エルジュビェタ（1311年頃 - 1328年2月20日?）と最初の結婚をしたが、子供に恵まれないまま死別した。このため1333年3月2日、コンラトはコジュレ＝ビトム公ヴワディスワフの娘エウフェミア（1313年? - 1378年1月3日）と再婚し、あいだに2人の子供をもうけた。
1. ヤドヴィガ（1338年3月25日頃 - 1351年頃） - 1345年8月11日、オパヴァ公ミクラーシュ2世と結婚
2. コンラト2世（1340年頃 - 1403年6月10日）